# Melissa Seidemann
Melissa Jon Seidemann (Hoffman Estates, 26 de junho de 1990) é uma jogadora de polo aquático estadunidense, bicampeã olímpica.

## Carreira
Seidemann fez parte do elenco campeão olímpico pelos Estados Unidos em Londres 2012. Quatro anos depois voltou a conquistar a medalha de ouro nos Jogos do Rio de Janeiro.